# Centro de Treinamento Almirante Heleno de Barros Nunes
O Centro de Treinamento Almirante Heleno de Barros Nunes, também conhecido como CT de Caxias, é um centro de treinamento utilizado pelas categorias de base e pela equipe de futebol feminino do Vasco da Gama.
O centro esportivo, localizado na altura do Km 1,5 da Rodovia Washington Luiz, Duque de Caxias, é um dos patrimônios do Club de Regatas Vasco da Gama. Foi batizado em homenagem ao Almirante Heleno Nunes, ex-presidente da Confederação Brasileira de Desportos, entre 1975 e 1980, e torcedor do clube, sendo um dos responsáveis pela doação do terreno para o cruzmaltino em 1976.

## História
Em 1976, o então presidente da República Ernesto Geisel concedeu o terreno para o clube, mas por trinta anos ocorreu uma disputa judicial com a União que entendia que poderia fazer melhor uso do terreno.
Em 1995 o clube perde sua concessão, voltando mais tarde a ter o direito de uso por meio de decreto assinado pelo então presidente Fernando Henrique Cardoso, depois de uma decisão da Justiça. Em 20 de agosto de 2006, o clube inaugura o primeiro campo da sua sede.

## Estrutura
Ainda em desenvolvimento, o local conta com a ajuda da Prefeitura de Duque de Caxias, pois parte do terreno é situado em área de preservação ambiental, devido às suas características naturais. No espaço de cerca de 130 000 m², o clube projeta, ao final, a construção de diversos outros campos de futebol, dois ginásios e um hotel-concentração.